# Edward Hastings, 1. Baron Hastings of Loughborough

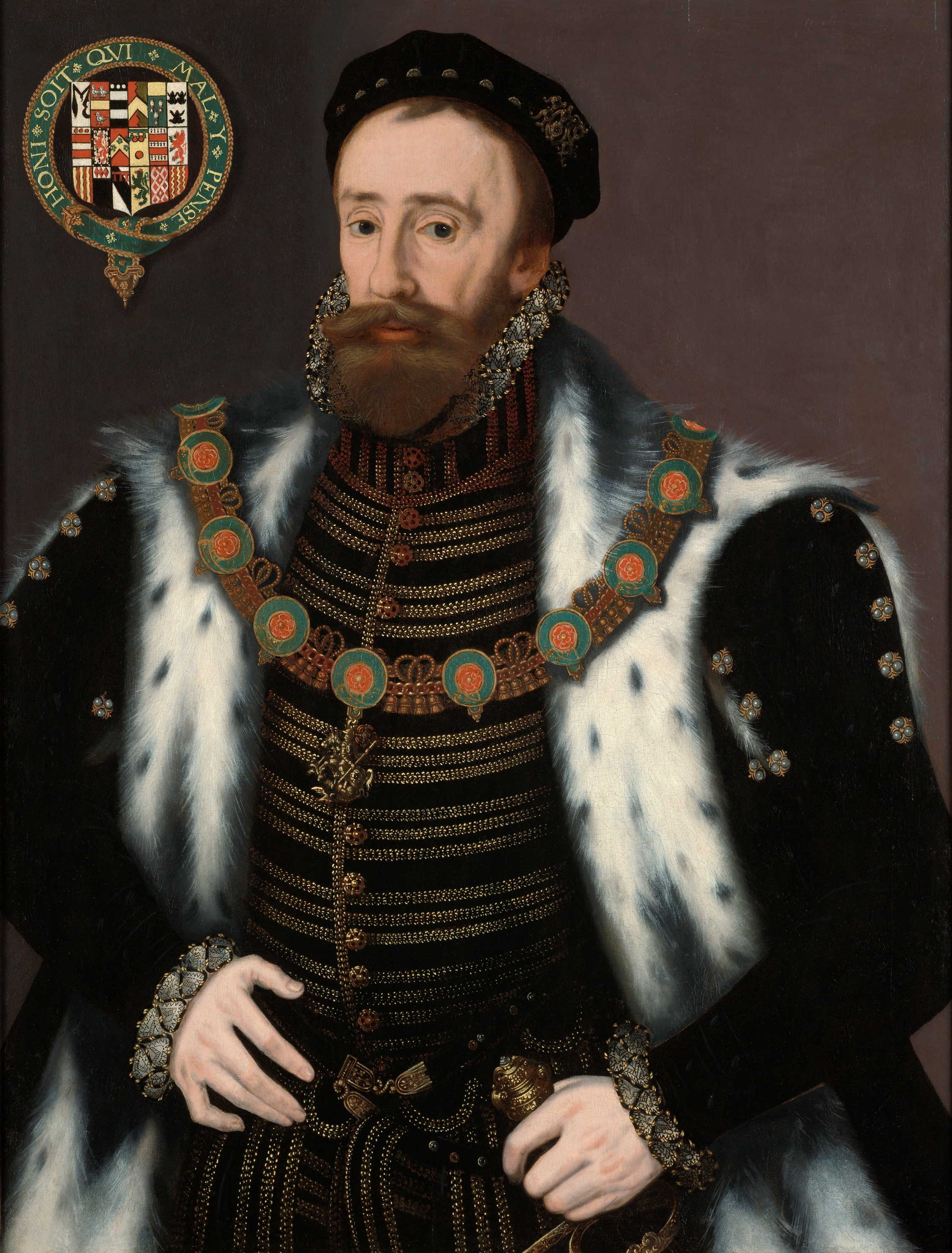
Edward Hastings, 1. Baron Hastings of Loughborough

Edward Hastings, 1. Baron Hastings of Loughborough KG (* um 1520; † 5. März 1572 in Stoke Poges, Buckinghamshire), war ein englischer Adliger und Politiker.

## Leben
Er war der ein jüngerer Sohn des George Hastings, 1. Earl of Huntingdon, aus dessen Ehe mit Lady Anne Stafford (1483–1544), Tochter des Henry Stafford, 2. Duke of Buckingham und der Katherine Woodville.
Unter König Heinrich VIII. diente er von 1540 bis 1547 in der königlichen Leibgarde, den Gentlemen Pensioners, und nahm in dieser Zeit an den Kriegszügen gegen Frankreich und Schottland teil. Im September 1547 wurde er im Heerlager vor Roxburgh zum Knight Bachelor geschlagen.
Er bewohnte das Herrenhaus von Loughborough in Leicestershire. Um 1544 heiratete er Joan Harrington († nach 1573), Witwe des George Villers, Tochter des John Harrington, Gutsherr von Bagworth in Leicestershire.
Von 1545 bis 1547 war er als Abgeordneter für das Borough Leicester Mitglied des englischen House of Commons. Von 1547 bis 1553 war er als Knight of the Shire für das County Leicestershire Mitglied des House of Commons. Von 1550 bis 1551 hatte er das Amt des Sheriffs von Leicestershire und Warwickshire inne. Von 1553 bis 1555 war er als für Knight of the Shire für das County Middlesex Mitglied des House of Commons.
1553 unterstützte er die Machtübernahme der katholischen Königin Maria I. Diese ernannte ihn 1553 zu ihrem Master of the Horse, nahm ihn in den Kronrat auf und belehnte ihn mit einigen Ländereien, darunter Bosworth in Leicestershire. 1555 zeichnete ihn die Königin als Knight Companion des Hosenbandordens aus und verlieh ihm 1557 das Hofamt des Lord Chamberlain. Mit Writ of Summons vom 19. Januar 1558 berief ihn die Königin ins House of Lords und verlieh ihm dadurch die erbliche Peerwürde eines Baron Hastings of Loughborough.
Mit dem Tod Marias I. im November 1558 verlor er seine Hofämter. Unter der protestantischen Königin Elisabeth I. wurde er 1561 kurzzeitig im Tower of London inhaftiert, weil er einen katholischen Gottesdienst besucht hatte, aber bald freigelassen, nachdem er den Suprematseid ablegte.
Er lebte in der Folgezeit vorwiegend auf seinem Anwesen in Stoke Poges, Buckinghamshire, wo er im April 1564 ein Hospital gründete und schließlich 1572 starb und begraben wurde. Bei seinem Tod hinterließ er einen unehelichen, noch minderjährigen Sohn, Edward Hastings, aber keinen legitimen Erben, sodass sein Adelstitel erlosch. Seine Ländereien fielen an seinen Neffen Henry Hastings, 3. Earl of Huntingdon.